# メソサイクロン

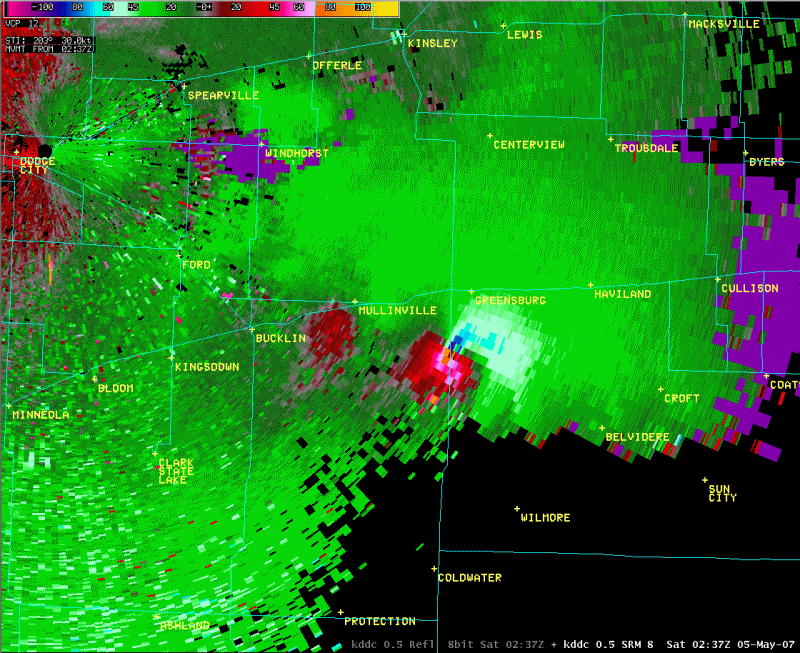
ドップラー・レーダーで捕らえたメソサイクロン。画面中央の、赤色と水色の領域が隣接しているところ。

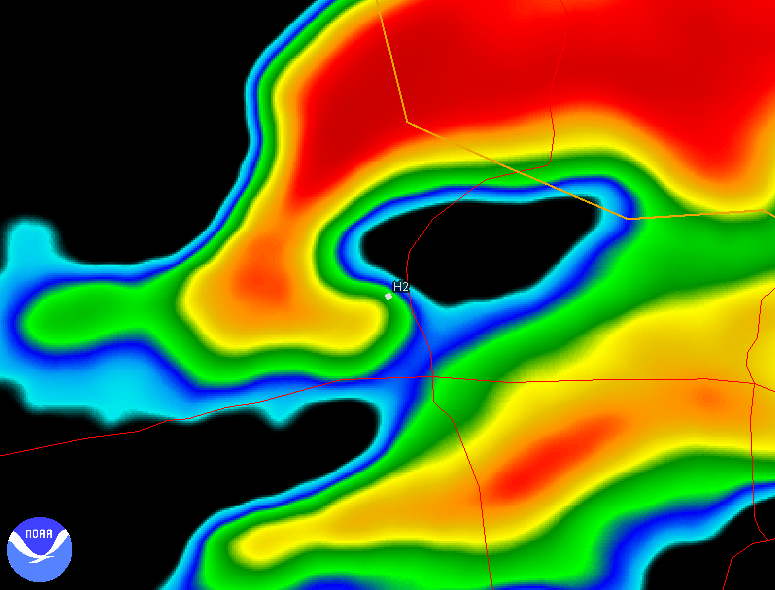
フックエコー

メソサイクロン（mesocyclone）とは、スーパーセルと呼ばれる発達した積乱雲において発生する、小規模な低気圧性の循環構造のこと。ちなみに、mesocyclone の発音は「メゾサイクロン」に近く、「メゾサイクロン」と表記されることも多い。
メソ低気圧と呼ばれることもあるが、メソ低気圧には、積乱雲とは関係の薄い、より大きなメソスケール（10～1,000km）の低気圧も含むので厳密には区別される。

## 概要
メソサイクロンの大きさは、直径2～10kmくらいである。この大きさは気象現象の中ではメソスケールと呼ばれる部類に入るので、この名が付いた。
メソサイクロンの循環とは、積乱雲の中で、ある部分を中心に低気圧と同じような風が発生するものである。北半球では反時計回り、南半球では時計回りに、周りから中心に向かって風が吹き込む。
メソサイクロンの発生を確かめる手法としては、気象レーダー、特に風向風速を詳細に解析できるドップラー・レーダーがよく用いられる。積乱雲付近での風向や風速の分布が分かれば、メソサイクロンの有無や位置を知ることができる。降雨レーダーでは、メソサイクロンに伴って積乱雲の一部分がコンパクトに回転して、フックエコーと呼ばれる特徴的なエコーが観測されることが多い。レーダーの情報が乏しいか無い場合は、気象観測地点の風や気圧のデータ、雲の観測情報などから割り出すことも可能だが、精度は落ちる。
スーパーセル自体が「メソサイクロンを伴うもの」と定義されている。そのため、数種類あるメソ対流系の分類のうち、メソサイクロンが発生するのはスーパーセルが圧倒的に多い。ただし、シングルセルなどでも弱いメソサイクロンが発生することがある。

## メカニズム

シアーによって細長い風の渦が発生

上昇気流が渦を持ち上げる

渦が縦長になり強化される

メソサイクロンの成因についてはさまざまな考え方があるが、ガストフロント（厳密には、強い冷気外出流）を伴う場合と伴わない場合において、それぞれ説がある。
概略すれば、積乱雲の中では水平方向・鉛直方向に見て風のシアー（近距離で風向や風速が大きく異なる状況）が多数発生しており、これにより水平方向に細長い風の渦ができ、これが上昇気流によって鉛直（縦）方向に曲げられてできる。

### ガストフロントを伴うもの
ガストフロントとは、積乱雲が減衰期に入った頃に雲の下に溜まった冷気が、一気に地表へと流れ出し（この風を冷気外出流という）、その気流が周囲の暖かい空気との間に作り出す、一種の小規模な寒冷前線である。
ガストフロントは非常に冷たいためその後方は気圧が低い。ただ、前線面では上昇気流が発生しているため、前線の通過時は気圧が急上昇し、その後大きく下降するという経過をたどる。これが原因で、ガストフロント付近の大気（大気場）は傾圧という状態になる。すると、ガストフロントに平行な水平に長い気流の渦管ができる。この渦管の端が積乱雲の上昇気流によって持ち上げられて鉛直に長い渦管に変わると、それを中心に東西南北から（北半球の場合）反時計回りに風が流れ込んで、メソサイクロンになる。
以上が現在有力視されている説である。

### ガストフロントを伴わないもの
冷気外出流が弱いと、ガストフロントは形成されない。この場合、地表付近では渦管が発生しにくくなる。しかし、冷気外出流が弱い積乱雲（ダウンバーストが無いことなどから推定される）でもメソサイクロンが発生するので、ガストフロントが関わらないメソサイクロンの発生が研究されている。
1つの説として、積乱雲の下端付近に当たる高度1kmくらいの大気で、水平に長い渦管が発生するというものがある。上空の渦管が下降気流によって地表付近に引き降ろされ、その後上昇気流によって渦管の端が持ち上げられて、鉛直に長い渦管になり、メソサイクロンへと成長する。

## 竜巻などとの関係
メソサイクロンは、その発見当初から、竜巻との関係が指摘され研究されている。現在でも、メソサイクロンに伴うコンパクトで強い上昇気流が、竜巻の渦の発達を助けている（鉛直渦度を引き伸ばす効果がある）という考え方は、関係者の間では広く知られている。ただ、解明されていない部分もある。
竜巻の発生要因としては、主にメソサイクロンが関わっているものと、主にガストフロントなどの小前線が関わっているものが関わっているものの2種類に大別される。前者は強い竜巻が発生しやすく、後者は強い竜巻が発生しにくいとされている。ただし、メソサイクロンのうち竜巻を発生させるのは、およそ20～30%に過ぎないという研究結果がある。